# Svi sveti
Svi sveti (također  Sisveti, Sisvete ili Svisveti, Sesvete; lat. Sollemnitas Omnium Sanctorum), svetkovina je u Katoličkoj Crkvi kojom se slave svi svetci, kako oni kanonizirani, tako i oni koji to još nisu. Slavi se 1. studenoga. U pravoslavnim crkvama ovaj se blagdan slavi prve nedjelje po Duhovima te označuje završetak uskrsnoga dijela liturgijske godine.
Uz Sve svete, franjevci 29. studenoga obilježavaju Sve svete franjevačkoga reda.

## Povijest
Spomen mučenika, zajednički različitim crkvama, počeo se slaviti od 4. stoljeća. Prvi tragovi općeg slavlja Svih svetih zabilježeni su najprije u Antiohiji i to upravo u nedjelju nakon Duhova. Ovaj običaj naveden je i u 74. homiliji svetog Ivana Zlatoustog (407.) te se do danas zadržao u istočnim pravoslavnim crkvama.
Papa Grgur III. (731. – 741.) premjestio je ovaj blagdan na 1. studenoga kako bi se poklopio s drevnim keltskim blagdanom »Samhain« koji je označavao Novu godinu. Na taj je način odgovorio na zahtjeve irskih monaha.
Papa je stoga izabrao 1. studenoga kao datum godišnjice posvete jedne kapele u bazilici sv. Petra relikvijama »svetih apostola i svih svetih, mučenika i ispovjednika, i svih savršenih pravednika koji počivaju u miru po čitavome svijetu.« U vrijeme Karla Velikog blagdan je već bio izuzetno proširen, a kralj Luj Pobožni proglasio ga je 835. zapovjedanim blagdanom. Proglas o tome izdan je »na zahtjev pape Grgura IV. uz pristajanje svih biskupa.«

### U Hrvatskoj
U Republici Hrvatskoj Svi sveti obilježavaju se kao državni blagdan od 8. svibnja 1996. pod tim imenom, dotad je praznik bio neradnim danom pod nazivom: Dan spomena na mrtve, a od 27. listopada 1989. do 25. ožujka 1991. Dan sjećanja na mrtve.

### Danas
U kalendaru Katoličke Crkve Svi sveti označeni su kao svetkovina, a ujedno su i neradni dan u Republici Hrvatskoj. Među narodom obično se ovaj blagdan povezuje s obilaskom groblja i uređivanjem grobova pa tako i spomenom na mrtve. Ipak, u Crkvi se Spomen svih vjernih mrtvih ili Dušni dan obilježava dan kasnije, 2. studenoga.
Osim u Katoličkoj crkvi, ovaj se blagdan obilježava i u Engleskoj crkvi, kao i u mnogim evangeličkim crkvama, premda je ondje primio različite oblike, ovisno o dotičnoj Crkvi.

## Oprost
Između 1. i 8. studenoga Crkva je odobrila potpuni ili djelomični oprost koji se može namijeniti za duše u čistilištu.
Potpuni oprost za duše u čistilištu udijeljuje se vjerniku koji u navedenu razdoblju „pobožno pohodi groblje i, makar i samo u duhu, moli za pokojne” te na Svi svete, Dušni dan ili, dopuštenjem ordinarija, prethodnu ili sljedeću nedjelju „pobožno pohodi crkvu ili kapelu te tamo izmoli Oče naš i Vjerovanje” (Priručnik o oprostima. Odredbe i povlastice, conc. 29 §1).
Djelomični oprost na istu nakanu podijeljuje se vjerniku koji „pobožno pohodi groblje i, makar i samo u duhu, moli za pokojne” te „pobožno izmoli Jutarnju ili Večernju oficija za pokojne ili zaziv Pokoj vječni”.

## Vanjske poveznice
Ostali projekti
|  | Zajednički poslužitelj ima još gradiva o temi Svi sveti |

Mrežna mjesta
- Za duše naših pokojnika, molitvenik